# Faul & Wad Ad
Faul & Wad est un duo de deep house français, originaire de Paris.

## Biographie
Les deux DJs sont devenus amis à l'école, ils commencent à produire de la musique ensemble et continuent à le faire pendant leurs études. En 2013, ils s'emparent d'un sample de chœur d'enfants de la chanson Baby du duo de dance australien Pnau et en font leur titre Changes, qu'ils mettent en ligne sur Internet en mai 2013. Lorsqu'à l'automne, le duo français Klingande se hisse jusqu'à la première place des hit-parades dans les pays germanophones avec leur morceau de deep house et de saxophone Jubel, Faul & Wad attire également l'attention et le nombre de visites sur YouTube s'élève à sept chiffres.
Dès la sortie de Changes en téléchargement le 22 novembre, la vidéo est déjà visionnée près de 3,5 millions de fois. Elle fait immédiatement son entrée dans les charts allemands et se hisse à la première place du classement des singles en l'espace de quatre semaines. Après à peine deux mois, la chanson est récompensée par un disque d'or pour 150 000 exemplaires vendus. Entre-temps, la chanson a été visionnée plus de 90 millions de fois sur la chaîne de TheSoundYouNeed.

## Discographie

### Singles
| Année                                                                          | Titre                                            | Classement | Classement | Classement | Classement | Classement | Classement | Classement | Classement | Classement |
| Année                                                                          | Titre                                            | FRA        | ALL        | AUT        | BEL (FL)   | BEL (WAL)  | ITA        | P-B        | R-U        | SUI        |
| ------------------------------------------------------------------------------ | ------------------------------------------------ | ---------- | ---------- | ---------- | ---------- | ---------- | ---------- | ---------- | ---------- | ---------- |
| 2013                                                                           | Changes (vs. Pnau)                               | 9          | 1          | 2          | 3          | 6          | 3          | 14         | 3          | 4          |
| 2013                                                                           | Happy Endings (Faul seul)                        | —          | —          | —          | —          | —          | —          | —          | —          | —          |
| 2014                                                                           | Something New (Faul seul)                        | —          | —          | —          | —          | —          | —          | —          | —          | —          |
| 2017                                                                           | I Need You (vs. Avalanche City)                  | —          | —          | —          | —          | —          | —          | —          | —          | —          |
| 2018                                                                           | Wild Love                                        | —          | —          | —          | —          | —          | —          | —          | —          | —          |
| 2018                                                                           | Tokyo (featuring Vertue)                         | —          | —          | —          | —          | —          | —          | —          | —          | —          |
| 2019                                                                           | Lucky Star (vs. Superfunk featuring Ron Carroll) | —          | —          | —          | —          | —          | —          | —          | —          | —          |
| 2020                                                                           | Heartache (avec Sondr featuring Dakota)          | —          | —          | —          | —          | —          | —          | —          | —          | —          |
| 2020                                                                           | Oyo Como Va                                      | —          | —          | —          | —          | —          | —          | —          | —          | —          |
| 2020                                                                           | My Feelings for U                                | —          | —          | —          | —          | —          | —          | —          | —          | —          |
| 2021                                                                           | Cry for You (avec Dharia)                        | —          | —          | —          | —          | —          | —          | —          | —          | —          |
| 2022                                                                           | Disturbia (avec Marcus Layton & Emie)            | —          | —          | —          | —          | —          | —          | —          | —          | —          |
| 2022                                                                           | Snow (avec Jost Music)                           | —          | —          | —          | —          | —          | —          | —          | —          | —          |
| 2022                                                                           | Running Up that Hill (avec Ellevator)            | —          | —          | —          | —          | —          | —          | —          | —          | —          |
| 2023                                                                           | The Way You Lie (avec Dubdogz)                   | —          | —          | —          | —          | —          | —          | —          | —          | —          |
| 2023                                                                           | Canto del Pilon (avec Maria Márquez)             | —          | —          | —          | —          | —          | —          | —          | —          | —          |
| 2023                                                                           | Waterfall                                        | —          | —          | —          | —          | —          | —          | —          | —          | —          |
| "—" signifie que le single ne s'est pas classé ou n'est pas sorti dans le pays |                                                  |            |            |            |            |            |            |            |            |            |

### Remixes
- 2014 : Lykke Li - Gunshot (Faul Remix)
- 2015 : Galantis - Runaway (U & I) (Faul & Wad Ad Remix)
- 2015 : Macklemore & Ed Sheeran - Same Love (Faul & Wad Remix)
- 2015 : Kelvin Jones - Call You Home (Faul & Wad Ad Remix)
- 2015 : Luke Million feat. Jesse Davidson - Pray the Night (Faul & Wad Ad Remix)
- 2016 : Moguai - Pray for Rain (Faul & Wad Remix)
- 2018 : Sigrid - Focus (Faul & Wad Remix)
- 2019 : Damien Lauretta - Calle Verdi (Faul & Wad Remix)
- 2020 : Trevor Daniel - Falling (Faul & Wad Remix)
- 2023 : Oliver Tree & Robin Schulz - Miss You (Faul & Wad Remix)
- 2023 : Miley Cyrus - Flowers (Faul & Wad Remix)
- 2023 : Iniko - Jericho (Faul & Wad Remix)
- 2023 : Jain - Makeba (Faul & Wad Remix)
- 2023 : Twocolors & Safri Duo & Chris De Sarandy - Cynical (Faul & Wad Remix)